# Yauyos (stad)
Yauyos is een stadsdistrict (distrito) in de gelijknamige provincie in de Peruaanse regio Lima. 
De plaats is ook de zetel van de "prelatuur van Yauyos".